# Campeonato Baiano de Futebol de 2020 - Segunda Divisão
A segunda divisão do Campeonato Baiano de 2020 foi a quinquagésima quarta edição desta competição futebolística organizada pela Federação Bahiana de Futebol (FBF). Originalmente, o início do torneio foi prorrogado por causa da pandemia de COVID-19. Este acontecimento também modificou o regulamento da competição, que ficou mais curto e rápido. A competição  começou no dia 25 de outubro e terminou em 6 de dezembro.
O título desta edição ficou com o UNIRB, que liderou a fase inicial e venceu a decisão contra o Colo Colo. O feito significou o primeiro título em toda a história UNIRB, clube fundado em 2018.

## Participantes e regulamento
O regulamento da segunda divisão do Campeonato Baiano de 2020 sofreu uma pequena mudança em relação ao do ano anterior: numa primeira fase, as seis agremiações participantes se enfrentaram em turno único com pontos corridos. Após cinco rodadas, os dois primeiros colocados se qualificaram para a decisão, enquanto as demais foram eliminadas. A decisão, por sua vez, foi disputada em duas partidas, com o mando de campo da última partida para o clube com melhor campanha.
Originalmente, sete agremiações participaram da reunião do Conselho Técnico: Barcelona de Ilhéus, Canaã, Colo Colo, Jequié, UNIRB, Teixeira de Freitas e Galícia. Este último, contudo, foi o único que declinou da participação no campeonato.

## Resultados

### Primeira fase
- Colo Colo e Jequié empataram no número de pontos. O posicionamento final foi determinado pelos critérios de desempate, o saldo de gols.
- Barcelona de Ilhéus e Canaã empataram no número de pontos. O posicionamento final foi determinado pelos critérios de desempate, o saldo de gols.
- Fonte: Federação Bahiana de Futebol

### Final
| 29 de novembro | Colo Colo | 0 – 0  | UNIRB | Mário Pessoa, Ilhéus                                         |
| 15h10min       |           | Súmula |       | Público: Portões fechados Árbitro: Reinaldo Silva de Santana |

| 6 de dezembro | UNIRB | 0 – 0  | Colo Colo | Carneirão, Alagoinhas                                    |
| 15h10min      |       | Súmula |           | Público: Portões fechados Árbitro: Moisés Ferreira Simão |

|                                                        |       | Penalidades                     |  |
| Marcelo Nicácio Carlos Magno Clébson Waguinho Elcarlos | 4 – 2 | Bravo Du Henrique Santos Raçudo |  |